# Rautenberg (Adelsgeschlecht)
Rautenberg ist der Name von drei Adelsgeschlechtern, deren Verwandtschaft angenommen wird.

## Rautenberg (Hildesheim)

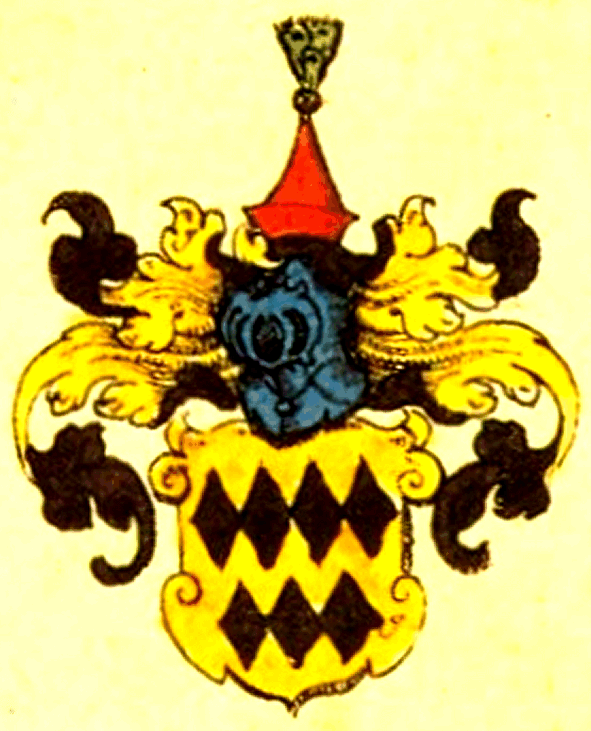
Wappen derer von Rautenberg aus dem Stift Hildesheim in Siebmachers Wappenbuch

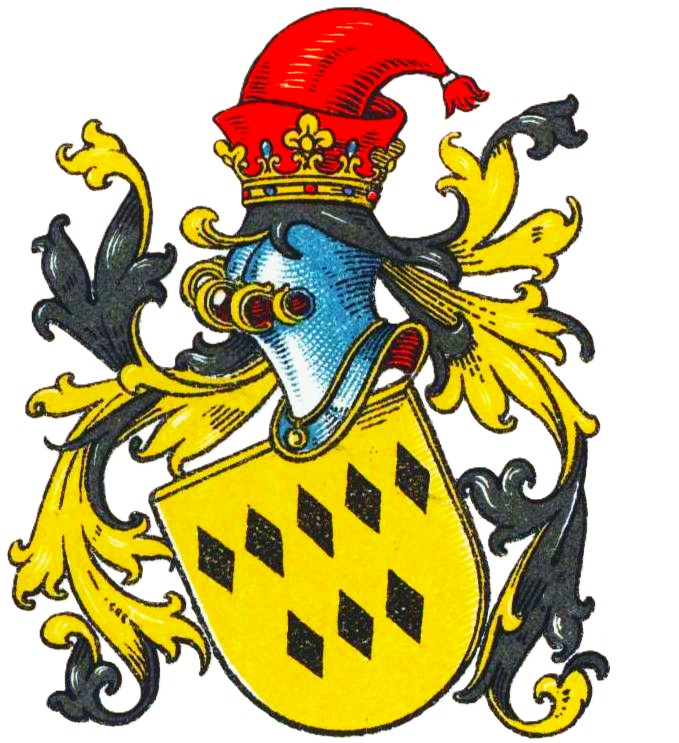
Wappen derer von Rautenberg im Wappenbuch des Westfälischen Adels

Rautenberg (hochdeutsch) oder Rutenberg (plattdeutsch/niederdeutsch) ist der Name eines aus Hildesheim stammenden Uradelsgeschlechts.

### Geschichte
Bereits im Jahr 1249 war die Familie in Rautenberg, Gemeinde Harsum, nördlich von Hildesheim urkundlich als Vasallen der Grafen zu Stolberg belegt. Die Burg Rautenberg, im Ort als Turmhügelburg erbaut, wurde im Rahmen einer verloren gegangenen Fehde gegen den Bischof von Hildesheim zerstört. Die Familie siedelte daraufhin in das einige Kilometer weiter nördlich gelegene Dorf Rethmar über, wo sie ein erstmals 1332 urkundlich erwähntes Festes Haus, den Kern des heutigen Schlosses Rethmar, wohl bereits um 1200 errichtet hatte. Rethmar unterstand nicht dem Hildesheimer Fürstbischof, sondern gehörte bereits zum Fürstentum Lüneburg. Vom Hochstift Hildesheim trug die Familie allerdings das nahegelegene Rittergut Bolzum zu Lehen. Außerdem besaß sie in Hildesheim den um 1509 errichteten Rautenberg'schen Hof an der Ecke Michaelisplatz/Langer Hagen, einen hochgestaffelten Fachwerkbau, der 1945 bei den Luftangriffen auf Hildesheim zerstört wurde. Ferner behielt die Familie ihren Landbesitz in Rautenberg. Sie gehörte damit weiterhin zu den einflussreichen Familien des Hildesheimer Stiftsadels.

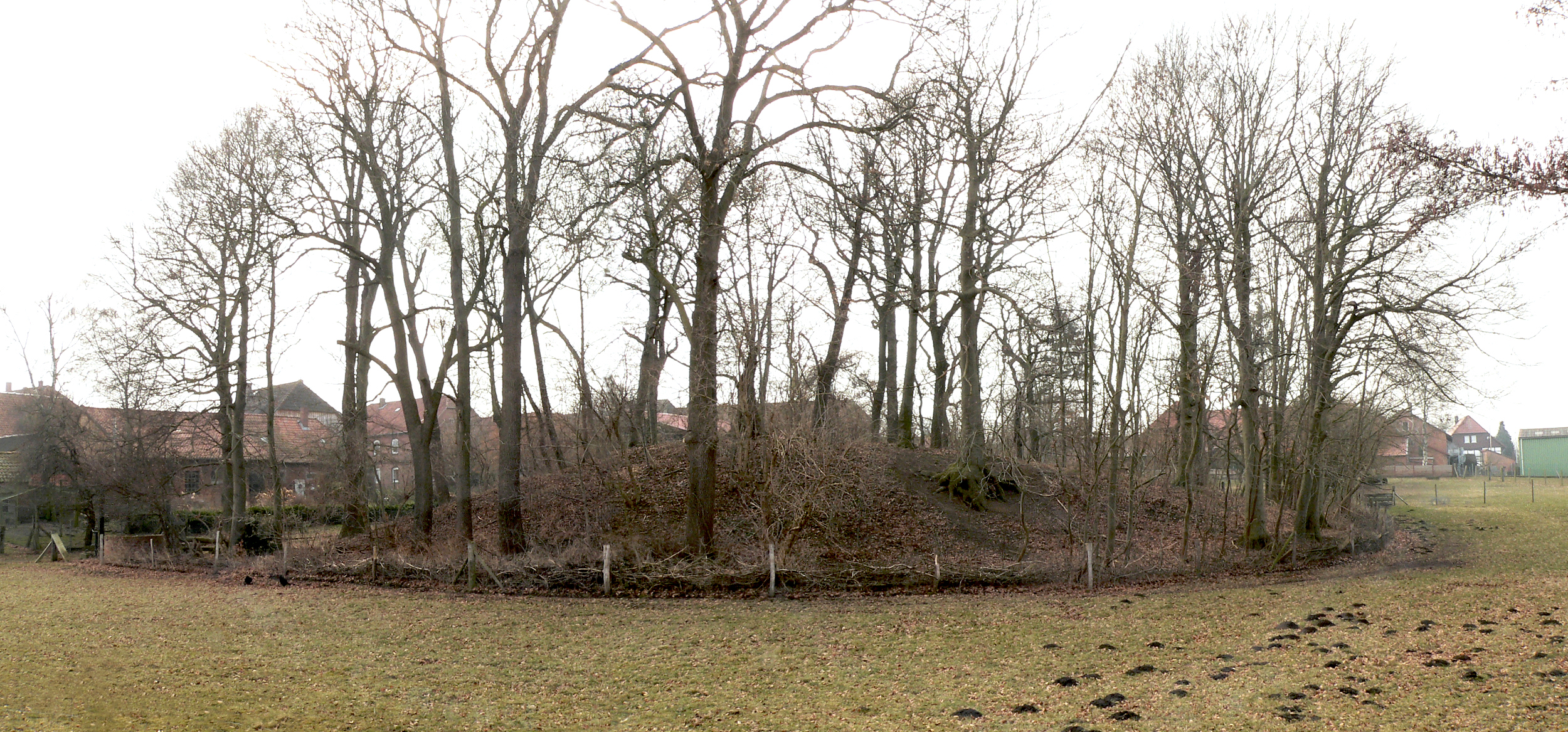
Burghügel der Burg Rautenberg in Rautenberg
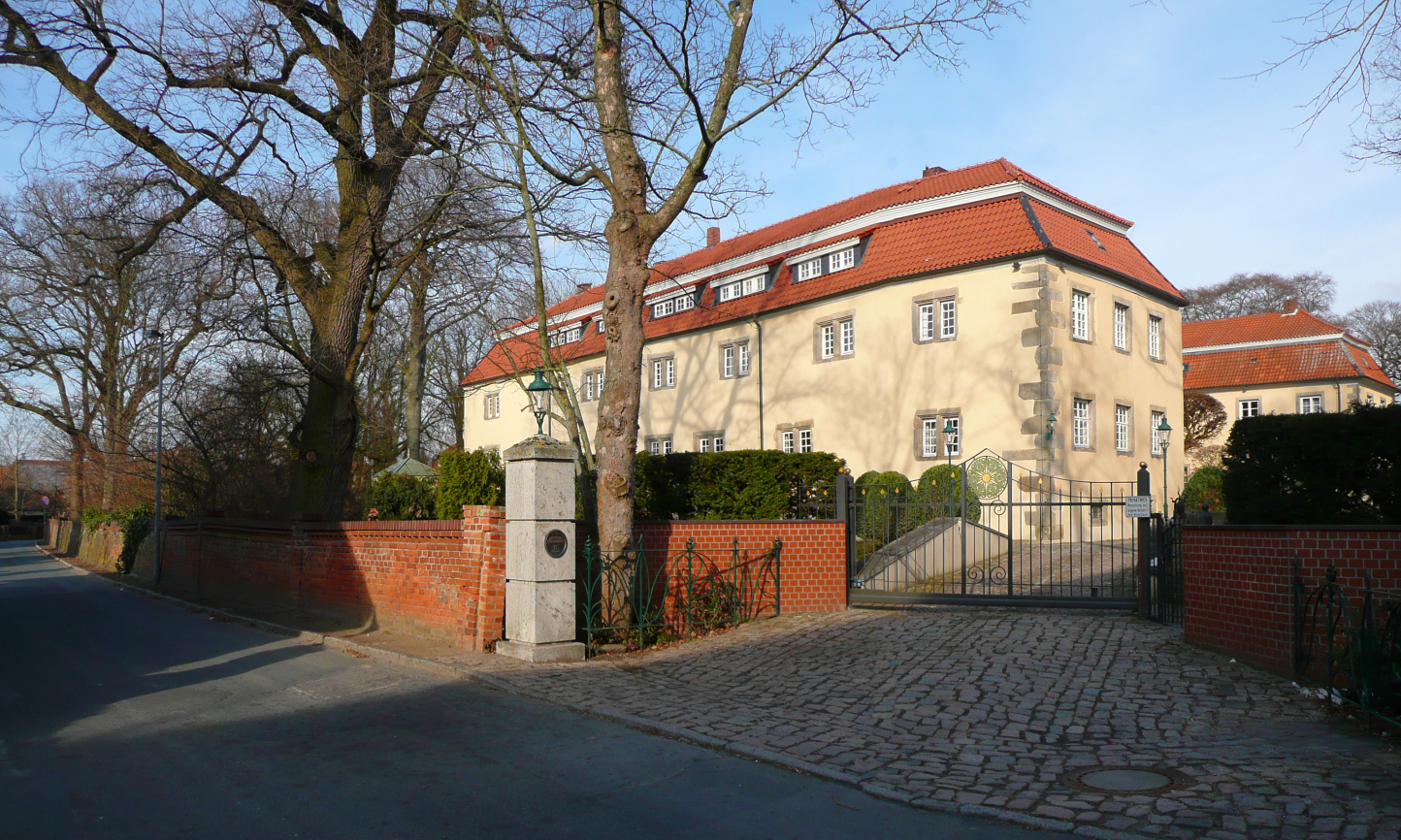
Schloss Rethmar, Westflügel aus dem 16. Jahrhundert

Im Jahr 1530 reiste Heinrich von Rautenberg im Gefolge des Erzbischofs von Mainz, Kardinal Albrecht IV. von Brandenburg, zum Reichstag nach Augsburg. Von etwa 1530 bis 1575 bauten die Rautenberg die Burg in Rethmar zum Renaissanceschloss um. 1608 verkauften sie das Rittergut Bolzum an Statius von Münchhausen.
Mit Barthold von Rautenberg auf Rethmar, fürstlich-braunschweigischem Statthalter, Geheimrat und Oberberghauptmann, starb am 11. Februar 1647 der Mannesstamm aus. Er diente unter Herzog Friedrich Ulrich und war 1617 bis 1622 in die Machenschaften des sogenannten „Regiments der ungetreuen Drosten“ um Anton von der Streithorst und Arndt von Wopersnow verwickelt. Die Räte betrieben Bereicherung, Betrug und Münzverschlechterung (siehe: Kipper- und Wipperzeit) und führten durch eine Intrige den Bankrott des Großunternehmers Statius von Münchhausen herbei, den Rautenberg zwangsweise aus dem Schloss Grohnde räumte. Durch Bestechung der Räte Barthold von Rautenberg und Johann Eberhard zu Eltz gelang es dem dänischen König Christian IV. Anfang 1626, die Festung Wolfenbüttel in Besitz zu nehmen.
Barthold von Rautenberg hinterließ zwei Töchter, von denen die Ältere, Amalie, Eltz' Bruder Philipp Samson, Edler Herr zu Eltz heiratete und das Rittergut Rethmar erbte, während die Jüngere, Agnes, verheiratet mit Gebhard XXV. von Alvensleben, mit anderen Liegenschaften abgefunden wurde; einer ihrer Söhne war der spätere hannoversche Minister Johann Friedrich II. von Alvensleben (1657–1728), der das barocke Schloss Hundisburg erbaute. Da Amalie jung starb, zog Agnes auch deren Sohn Friedrich Casimir zu Eltz auf, der Rethmar geerbt hatte; dessen Sohn Philipp Adam zu Eltz erweiterte das Rautenberg'sche Renaissanceschloss um 1710 zur heutigen barocken Dreiflügelanlage.
Diverse Grabsteine mit Figurenreliefs, darunter der Bartholds, befinden sich in der Katharinenkirche in Rethmar.
Mit dem Deutschen Orden kamen Mitglieder der Familie von Rautenberg bereits früh ins Culmer Land, Ermland und nach Pommerellen, und beteiligten sich rege an der Ostkolonisation: Gründungen von gleichlautenden Orten Rautenberg bzw. Rutenberg von der Uckermark (heute Rutenberg, Ortsteil von Lychen) bis in das Ermland (hier die Güter Groß und Klein Rautenberg) werden ihnen zugeschrieben. Im Jahr 1285 ist Bartholomeus von Rautenberg urkundlich erwähnt, des Weiteren 1347 Tylo de Rutenberg, 1348 (A. 14.,15. Jh.) Tylo de Rutenberg, Tilone de Rutenberg, 1357 (Tilo von) Rutenberg. Am 14. März 1297 erhält Martin von Rautenberg eine Verschreibung des Bischofs von Ermland Heinrich I. Fleming über 90 Hufen. Im Jahr 1311 ist Bartholomeus v. R. Domherr zu Frauenburg. Ein Johannes Lener (Leonard) de Rathemberg wird für das Jahr 1477 als Student in Krakau erwähnt.

### Wappen
Im Schild in Gold schwarze Rauten in zwei Reihen. Die Zahl der Rauten variiert, so 8 Rauten (5 und 3), 7 Rauten (4 und 3) oder 5 Rauten (3 und 2). Die Helmzier variiert ebenfalls, ist in einem Fall ein spitzer roter Hut, mit Pfauenfedern besteckt. Acht schwarze Rauten auf goldenem Grund befinden sich auch in den Wappen der niedersächsischen Gemeinden Rautenberg (Harsum) und Rethmar.
Es besteht eine Ähnlichkeit mit dem Wappen den baltischen Orgies-Rutenberg, das in Gold drei schwarze Rauten im Schild und drei im Helmschmuck zeigt und dem Wappen der bürgerlichen Familie Rautenberg, Haus Wehmingen. Eine genealogische Verbindung ist jedoch unbelegt.

## Rautenberg-Klinski (Pommerellen)

Wappen derer von Klinski

Die Familie Klinski trägt den Beinamen Rautenberg.
Im Jahr 1526, als der polnische König die Lehnsgüter der Adeligen in Pommerellen in erbliche Güter umwandelte, legte Leonardo Klynski, der Stammvater der Familie von Rautenberg-Klinski, dessen Nachkommen im Mannesstamm lückenlos belegt sind, ein Besitzprivileg in deutscher Sprache über das Rittergut Rautenberg vor, das noch aus der Zeit des Deutschen Ordens stammte.
Das Gut Rautenberg wurde nicht vor 1430 urkundlich erwähnt. In den Jahren nach der verlorenen Schlacht von Tannenberg war der Deutsche Orden finanziell nicht in der Lage, seine Söldner zu entlohnen. Im Ausgleich verlieh der Deutsche Orden neue Lehnsgüter. Die Familie Rautenberg (Hildesheim) gründete im Verlauf der Ostkolonisation eine Vielzahl von neuen Siedlungen und benannte diese nach ihrem Stammgut Rautenberg.
Noch im Jahr 1587 wird Georg von Klinski in einem Dokument als „George Klinski, sonst Rautenberg genandt,…“ bezeichnet.
Des Weiteren ist die Familie von Rautenberg-Klinski eines Stammes mit der Familie Rautenberg-Garczinski, deren Abkunft von der Familie Rautenberg anerkannt ist (siehe unten die Ausführungen zur Familie Rautenberg-Garczinski mit Nachweisen). (Zu den üblichen Namens- oder Wappenwechseln im polnischen Adel siehe: Szlachta.)
Aus diesen Gründen ist die Herkunft aus der Familie von Rautenberg (Hildesheim) anzunehmen. Näheres zur Familie siehe im Artikel Klinski (Adelsgeschlecht).

## Rautenberg-Garczynski (Pommerellen)

Wappen derer von Garczynski

Die Familie Garczynski trägt den Beinamen Rautenberg.
Die Familie von Rautenberg-Garczynski führte ursprünglich als Wappen in Rot einen weißen Schafbock (Wappenfamilie Junosza). Erst später nahm die Familie das Wappen umgedrehter Sas (Sas Pruski) an. In der Quelle vom Ende des 16. Jahrhunderts wird davon ausgegangen, dass es zwei Stämme Klinski gibt: Den einen schreibt man Rautenberg mit dem Familienwappen Widder (Junosza), der andere nennt sich Garczynski mit dem Familienwappen umgedrehter Sas.
Des Weiteren besteht über das Gut Garczyn ein Privileg aus der Ordenszeit für die Familie von Rautenberg-Klinski. Der Güterbesitz geht ohne erkennbaren Übergang auf Träger des zuvor in dieser Region nicht nachgewiesenen Familiennamens von Garczynski über. Es wird daher vermutet, dass Träger der Familie von Rautenberg-Klinski das Stammgut als neuen Familiennamen annahmen.
Die Herkunft vom Geschlecht von Rautenberg (Hildesheim) wurde vom königlich-preußischen Heroldsamt im Jahr 1894 anerkannt.
Das baltische Adelsgeschlecht Orgies-Rutenberg ist jedoch anderen Stammes; die Familie von Orghys/Orgas/Orgies hat sich nachweislich erst ab 1598, vermutlich aufgrund der Ähnlichkeit ihres Wappens mit dem der hildesheimischen R(a)utenberg, in Orgies-Rutenberg umbenannt.

## Persönlichkeiten
- Georg Vladislav von Klinski genannt Rautemberg (1560–1631), Mitglied der Preußischen Stände, seit 1590 Steuereinnehmer für Pommerellen
- Michael Klinski von Rautenberg (1625–1653), Mitglied der Preußischen Stände, Königswähler
- Adalbert von Rautenberg-Klinski (1759–1831), Domherr im Bistum Ermland, Domherr zu Culm[21], Prosynodalrichter (3. Instanz) für Pommerellen[22]
- Michael von Rautenberg-Klinski (1808–1884), von 1849 bis 1855 Deputierter für Danzig im Preußischen Abgeordnetenhaus in Berlin
- Paul von Rautenberg-Garczynski, Weltreisender und Autor